# Hexaglot

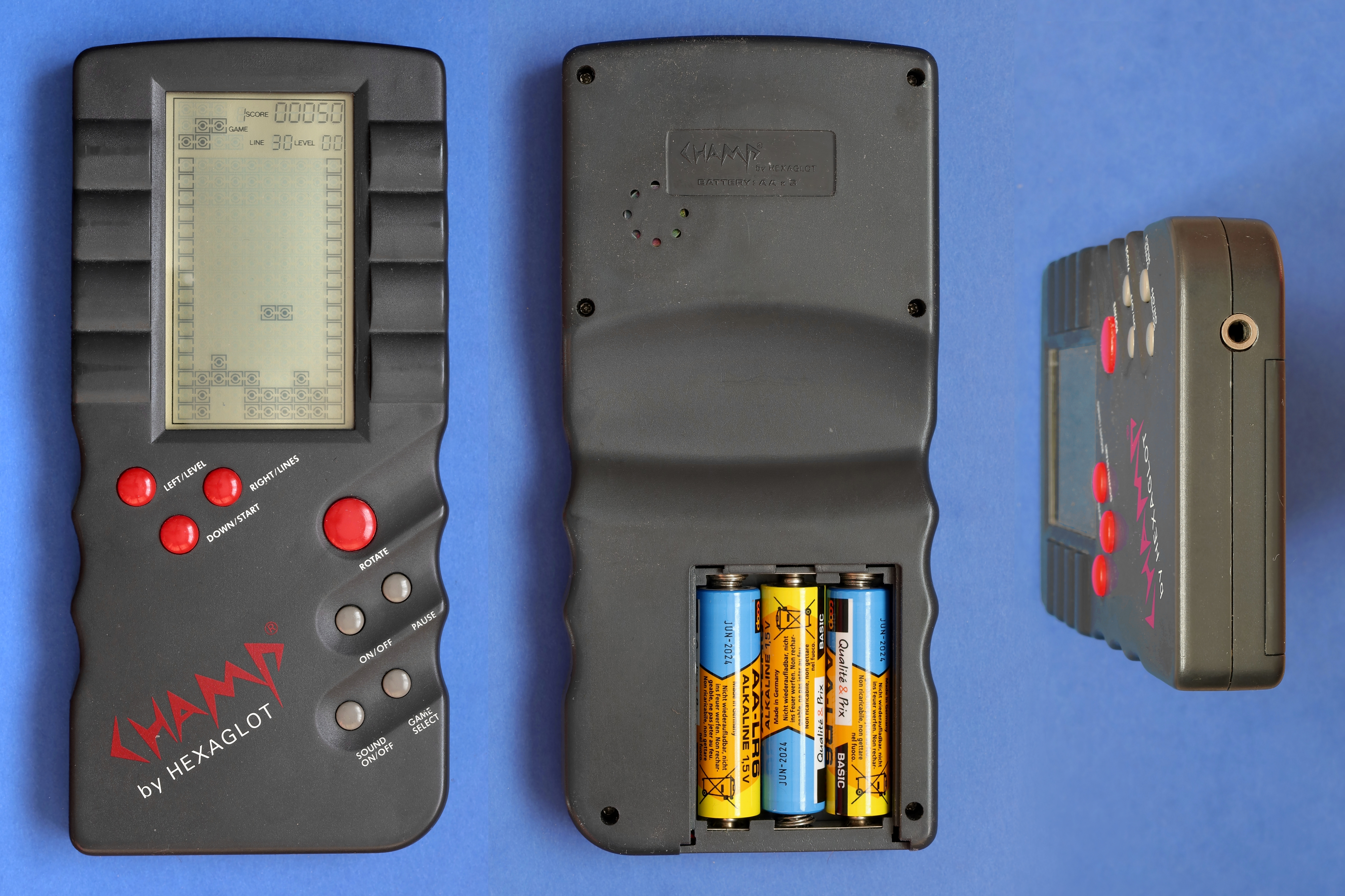
Handheld-Konsole Champ

Die „Hexaglot Holding GmbH“ (Hexaglot) war eine 100%ige Tochter der Langenscheidt-Verlagsgruppe. Die Firma wurde von Hans-Wolfram Tenter (Geschäftsführung) geleitet.

## Geschichte
Hexaglot wurde 1989 gegründet. Der Name Hexaglot leitet sich vom griechischen hexa wie „sechs“ und von glotta wie „Sprache“ ab und beschrieb das erste eigenentwickelte Produkt aus dem Jahre 1990: den T427, einen Sprachencomputer mit sechs Sprachen.
1992 kaufte Hexaglot die Mehrheit an der Pinneberger Firma Sita Daten- und Kommunikations-GmbH zu, die das Sprach-Lehr-System Sita-Learning entwickelte und vertrieb. Das System arbeitete nach dem Prinzip des Superlearning (Suggestopädie) auf Basis von Atemfeedback-Steuerung, Text und Audiokassetten. Laut Rainer Dieterich, Professor am Fachbereich Pädagogik der Helmut-Schmidt-Universität/Universität der Bundeswehr Hamburg, wirkte die Methode in einem hypnoseähnlichen Zustand auf das Unterbewusstsein des Lernenden ein.
1993 wurde Hexaglot von der Langenscheidt-Gruppe übernommen.
Die Hexaglot Holding GmbH wurde als übernehmender Rechtsträger durch den Verschmelzungsvertrages vom 13. August 2012 mit der Sita Daten- und Kommunikations-GmbH verschmolzen.
Im Dezember 2012 wurde die Gesellschaft per Verschmelzungsvertrag aufgelöst.

## Produkte

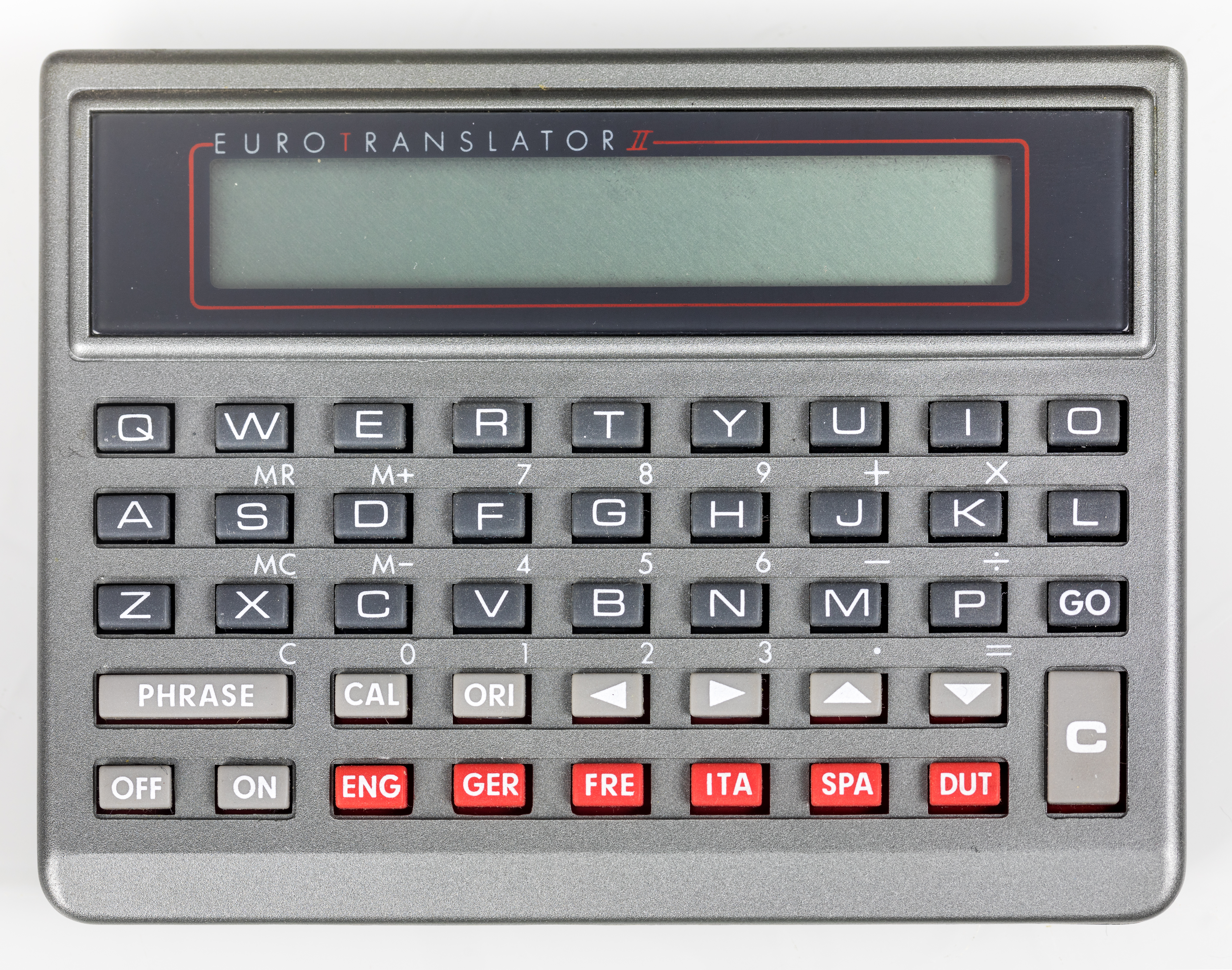
Hexaglot EuroTranslator II

Als Spezialist für elektronische Sprachenprodukte führte die Hexaglot Holding GmbH in ihrem Portfolio unter anderem zwei- und mehrsprachige Sprachencomputer, PC-Zubehör und Software-Produkte. Darüber hinaus bot sie unter Hexaglot pocket eine Vielzahl an Wörterbüchern in individueller Kombination für Pocket PCs. Zusammen mit ihren Töchtern, der HMH, Champ und Sita hatte die Hexaglot Holding GmbH seit 1989 ihren Sitz in Hamburg.